# ТЕС Сон-Реус
ТЕС Сон-Реус (Son Reus) – теплова електростанція на іспанському острові Майорка. 
В 2004 році на майданчику станції ввели в дію чотири встановлена на роботу у відкритому циклі газові турбіни потужністю по 36 МВт. 
У 2003-му став до ладу перший парогазовий блок комбінованого циклу потужністю 233 МВт, в якому три газові турбіни по 52,5 МВт живлять через відповідну кількість котлів-утилізаторів одну парову турбіну з показником 75 МВт. 
У 2006-му запустили другий парогазовий блок комбінованого циклу потужністю 230 МВт, в якому дві газові турбіни по 75 МВт живлять через відповідну кількість котлів-утилізаторів одну парову турбіну з показником 80 МВт. 
Первісно станція використовувала нафтопродукти, проте в 2011 році була переведена на природний газ, який надходить по трубопроводу Монтеса – Майорка.